# The Singles 81→85
The Singles 81→85 – piąty album grupy Depeche Mode (w USA – szósty) wydany 15 października 1985 roku nakładem wytwórni Mute. Znalazły się na nim utwory z singli promujących wcześniejsze płyty zespołu. Jest to zbiór najlepszych utworów Depeche Mode. Album został wydany również w Polsce nakładem Tonpress KAW w 1986 roku.
W 1998 roku wydana została reedycja albumu z nowym tytułem The Singles 81>85 oraz została wzbogacona o dwie dodatkowe pozycje „Photographic [Some Bizzare Version]” i „Just Can’t Get Enough [Schizo Mix]”.

## Lista utworów
| Nr  | Tytuł utworu                          | Czas (1985) | Długość |
| --- | ------------------------------------- | ----------- | ------- |
| 1.  | „Dreaming of Me”                      | (3:44)      | 3:47    |
| 2.  | „New Life”                            | (3:44)      | 3:46    |
| 3.  | „Just Can’t Get Enough”               | (3:37)      | 3:44    |
| 4.  | „See You”                             | (3:53)      | 3:57    |
| 5.  | „The Meaning of Love”                 | (3:05)      | 3:05    |
| 6.  | „Leave in Silence”                    | (3:59)      | 4:02    |
| 7.  | „Get the Balance Right”               | (3:12)      | 3:15    |
| 8.  | „Everything Counts”                   | (3:58)      | 4:00    |
| 9.  | „Love, in Itself”                     | (3:58)      | 4:00    |
| 10. | „People Are People”                   | (3:44)      | 3:46    |
| 11. | „Master and Servant”                  | (3:50)      | 3:48    |
| 12. | „Blasphemous Rumours”                 | (5:08)      | 5:09    |
| 13. | „Somebody”                            | (4:19)      | 4:23    |
| 14. | „Shake the Disease”                   | (4:47)      | 4:50    |
| 15. | „It's Called a Heart”                 | (3:48)      | 3:52    |
| 16. | „Photographic” (Some Bizzare Version) | —           | 3:14    |
| 17. | „Just Can’t Get Enough” (Shizo Mix)   | —           | 6:46    |
|     |                                       |             | 1:09:24 |

- Pozycje 16 i 17 dostępne są na reedycji albumu z 1998 roku.

## Twórcy albumu
- Andrew Fletcher
- David Gahan
- Martin Gore
- Alan Wilder
- Vince Clarke

## Wydawca
- Produkcja: Depeche Mode
- Wytwórnia płytowa: Mute